# Samuel Osgood

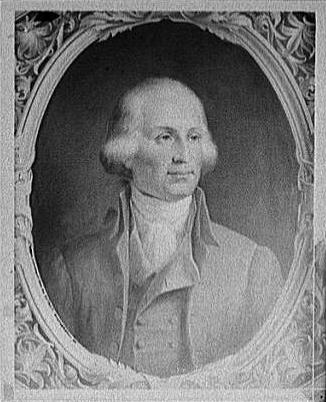
Samuel Osgood

Samuel Osgood (* 3. Februar 1748 in Andover, Province of Massachusetts Bay; † 2. August 1813 in New York City) war ein US-amerikanischer Kaufmann und Politiker. Er vertrat die Staaten Massachusetts und New York in den jeweiligen Parlamenten. Ferner saß er für Massachusetts im Kontinentalkongress und war der erste Postminister nach dem Inkrafttreten der Verfassung der Vereinigten Staaten. Osgood gehörte der Föderalistischen Partei an.

## Frühe Jahre
John Osgood, ein Vorfahre von Samuel Osgood, kam um 1630 aus Andover in England nach Massachusetts. Um 1642 gründete er dort eine neue Siedlung und benannte sie nach seiner Heimatstadt Andover. Vier Generationen später lebte seine Familie immer noch dort, als Samuel als dritter Sohn von Captain Peter Osgood auf die Welt kam.
Er besuchte die Dummer Academy (heute The Governors Academy) und anschließend das Harvard College, wo er Theologie studierte und 1770 graduierte. Danach kehrte er nach Andover zurück und verfolgte dort eine kaufmännische Tätigkeit. Im Laufe der Zeit trat er der lokalen Miliz bei, von wo er dann aus später als Vertreter der Stadt in den Kontinentalkongress gewählt wurde sowie 1775 in den Landeskongress, der als Revolutionsregierung fungierte.

## Die Revolution
Osgood befehligte im Frühjahr 1775 eine ansässige Kompanie von Minutemen bei den Gefechten von Lexington und Concord. Sie verfolgten die zurückweichenden Briten und belagerten sie dann bei Boston. Mit anwachsender Truppenstärke beförderte man ihn in den Rang eines Majors einer Brigade, die in Cambridge stationiert war. Im Laufe eines Jahres wurde er persönlicher Berater von General Artemas Ward und daraufhin zum Colonel befördert. Nach der erfolgreichen Belagerung von Boston im Frühjahr 1776 verließ Osgood die Armee und nahm seine Tätigkeit im Landeskongress wieder auf.
Die Landesregierung berief Osgood in die Kriegsbehörde von Massachusetts (Massachusetts Board of War), wo er bis 1780 tätig war, als die Regierung umstrukturiert wurde. Ferner war er zwischen 1779 und 1780 Mitglied des staatlichen Verfassungskonvents. Nachdem die neue Verfassung verabschiedet worden war, wählte man ihn 1780 in den Senat von Massachusetts. Im selben Jahr benannte ihn die neue Regierung zu einem ihrer Delegierten im Kontinentalkongress. Dort war er von 1782 bis 1784 tätig. 1781 wurde er in die American Academy of Arts and Sciences gewählt.
Nach einer kurzen Amtszeit im Repräsentantenhaus von Massachusetts berief ihn die Regierung 1785 zum Richter; jedoch trat er schon bald wieder von diesem Amt zurück, als ihn der Nationalkongress ein Jahr später den Posten eines Kommissars im Finanzministerium anbot. Er zog daraufhin nach New York, wo er dieses Amt annahm, das er bis zum Ende der Kongressamtszeit behielt.

## Postmaster General
Als eine neue US-Regierung 1789 aufgestellt wurde, berief Präsident George Washington Osgood zum ersten Postmaster General mit Kabinettsrang. Als man sich jedoch entschloss, kurze Zeit später die Bundesregierung nach Philadelphia zu verlagern, bevor sie dann zehn Jahre später endgültig in Washington, D.C. ihren Sitz finden sollte, entschloss sich Osgood zu bleiben und trat 1791 von seinem Posten zurück.
Osgood wurde 1800 in die New York State Assembly gewählt, wo er bis 1803 verblieb. Während dieser Zeit war er 1801 Speaker des Hauses. 1803 wurde er zum Hauptmarineoffizier für den New Yorker Hafen gewählt, eine Position, die er bis zu seinem Tod hielt. 1812 wurde er der erste Präsident der neugegründeten City Bank of New York, die später zur Citibank, dem Vorgänger der heutigen Citigroup wurde.
Osgood war ein Mitglied der American Philosophical Society. In seinen späteren Jahren widmete er sich dem Schreiben und dem Studium. Er hatte unter anderem eine umfassende Korrespondenz mit George Washington und Thomas Jefferson.
Samuel Osgood verstarb am 2. August 1813 zuhause in New York und wurde anschließend in der Brick Presbyterian Church in Manhattan beigesetzt. Die Kirche befindet sich an der heutigen Fifth Avenue and Thirty-seventh street.

## Familie
Samuel Osgood hatte eine Tochter, Martha Brandon Osgood, die mit Edmond-Charles Genêt, einem französischen Diplomaten und Botschafter in den USA, verheiratet war.

## Ehrungen
Zwei Straßen in North Andover wurden zu Osgoods Ehren nach ihm benannt. Ferner hängt ein Porträt von ihm im US-Senat.